# 江陵之戰
江陵之战是南北朝时期西魏與南梁的一场战役。
554年九月，西魏丞相宇文泰下令柱国大將軍于谨、中山公宇文护、大将军杨忠、韋孝寬等率軍五万，準備进攻南梁的都城江陵。554年10月，西魏軍從長安出發。抵达樊（今湖北省襄阳市）、邓（今河南省邓州市），先前降于西魏的梁王萧詧率军与之会合。梁元帝调王僧辩为大都督自建康（今江苏省南京市）、广州刺史王琳自广州赴援江陵。554年11月，西魏軍渡过汉水。于谨命宇文护、杨忠率精锐骑兵先行占江津，切断梁军下游通路。梁元帝命将士城筑栅防。于谨命部众筑起长围，将江陵包围，切断江陵对外一切联系。梁信州刺史徐世谱、晋安王司马任约等进至马头（江陵西北五十里）修筑城堡，遥为声援。西魏军多路攻城，梁守军领军将军胡僧祐被射死，梁军叛者开西门迎西魏军入城，元帝退守金城（内城）自保。元帝命高善宝把古今图书十四万卷全部烧毁，想要自杀，被侍从阻止。江陵被西魏攻陷，梁元帝被俘，不久后即被處死。西魏以荆州城给萧詧，并留兵监守，掠收府库珍宝及刘宋朝铸的浑天仪、梁朝造的铜晷表。俘梁王公以下数万口驱回长安（今陕西省西安市）。555年正月，西魏立梁王萧詧在江陵為梁帝，改元大定，充當西魏的附庸。